# 왕충 (후한)
왕충(王充, 27년 ~ ?)은 중국 후한 초기의 사상가로, 자는 중임(仲任)이며 회계군 상우현(오늘날 저장성 사오싱시 상위구) 사람이다.

## 생애
신분이 낮은 집안에서 출생하였고 청년시대 낙양(洛陽)으로 나와 반표(班彪, 반고의 아버지)에게 배웠는데 가난하여 책을 사지 못하고 가두의 서점에서 읽고 기억하여 백가(百家)의 사상에 통했다고 한다. 이어 현(縣), 군도위(郡都尉), 군 등의 지방 관청에 근무하였고, 공조(功曹)를 역임하며, 훌륭한 능력을 발휘했는데, 권력자와 때때로 생각이 맞지 않아 사직하여 향리의 자제를 가르쳤다. 60세 때 자사(刺史) 동근(董勤)에게 초빙되어 주종사(州從事)가 되었고, 이어 치중(治中)이 되었으나 62세로 퇴관하여 죽을 때까지 저술에 전념하였다.

## 사상
주저 《논형》 속에 일관된 지식 일반에 대한 비판주의와 실증적 태도는 천(天)의 의지에 의하여 자연과 사회가 지배된다고 하는 천인감응의 정통사상을 부인하였다. 이 경험적 인식과 거기에 따른 논리적 추론만을 승인하고, 모든 초경험적인 설화(說話)나 역사의 허위를 폭로하려고 한 것은 신비적 해석학으로 화한 어용철학(御用哲學＝공양학, 금문학)이나 그것을 옹호한 속류 제관념(俗流諸觀念＝참위설)에 이론적인 큰 타격을 주었다. 그가 이와 같은 자연과 사회에 대한 유물론적 사상을 갖게 된 근거로는 당시의 천문역법(天文曆法)을 중심으로 하는 자연과학, 민간의 실증주의적인 해석학, 도가의 주관을 배제하는 자연철학 등이 영향을 주었다. 그 외에도 그가 유능한 자질을 소지하고 있으면서 불우한 하급관리의 생애로 시종함으로써 그는 중세 봉건적인 사회기구가 정비됨에 따라 계급관계가 고정되어 사회적 현실과 과학적 진리와의 부조화를 수긍하기 어려웠던 점도 한 요인이라고 할 수 있다. 또 부조(父祖)로부터 받아 이은 의협적인 비타협의 성격도 이러한 사상을 형성하는 데 크게 영향을 준 것이라 믿어진다. 그러나 봉건체제의 진행 앞에 그의 현실적 역할은 무력한 것이었다. 따지고 보면 고고한 비판의식은 현 왕조를 불합리하게 옹호하기보다는 오히려 정당하게 찬미하려고 하는 한편 미래에의 적극적인 활동의지가 부족했다. 따라서 그 자신은 깊은 숙명론에 사로잡힌 채 생애를 끝마쳤으나 중국 중세를 통하여 혁신적 철학의 수립을 그의 저작에서 볼 수 있는 것이다.

## 저서
- 《논형》

## 전기 자료
- 《후한서》 권49, 〈열전〉39, 왕충

## 같이 보기
- 중국 철학
- 레이프 드 크레스피그니
- 조지프 니덤

## 참고 문헌
- 이 문서에는 다음커뮤니케이션(현 카카오)에서 GFDL 또는 CC-SA 라이선스로 배포한 글로벌 세계대백과사전의 내용을 기초로 작성된 글이 포함되어 있습니다.